# Francesco Cesarini (cyclisme)
Francesco Cesarini né le 24 mars 1962 à San Giacomo di Spoleto (Ombrie) et mort le 9 février 2020 Foligno (Ombrie), est un coureur cycliste italien, professionnel de 1984 à 1992.

## Biographie
Francesco Cesarini s'est surtout distingué dans les courses par étapes chez les amateurs. En plus de remporter le Tour d'Italie amateurs en 1982, il termine cinquième dans la même course en 1984 et grimpe à deux reprises sur le podium du Tour des Abruzzes en 1983 et 1984. 
Devenu professionnel en août 1984, il prend sa retraite en 1992, obtenant trois victoires dont une étape du Tour de Suisse en 1988, qu'il termine à la sixième place. Parmi ses classements dans les courses du calendrier italien, il faut mentionner les podiums au Trophée Matteotti 1987, à la Coppa Agostoni 1988 et 1990 et au Grand Prix de l'industrie et du commerce de Prato en 1990. Il a fait partie de l'équipe nationale italienne chez les amateurs et les professionnels.
Il meurt en 2020 à l'hôpital de San Giacomo di Spoleto des suites d'une insuffisance cardiaque,.

## Palmarès

### Palmarès amateur
- 1980
  - Trophée international Bastianelli
  - 8e du championnat du monde sur route juniors
- 1981
  - Giro del Montalbano
- 1982
  - Baby Giro
  - Gand-Wervik
  - Gran Premio Pretola
  - 3e du Tour des Abruzzes
- 1983
  - 2e du Tour des Abruzzes
  - 2e du Trophée Matteotti
  -  Médaillé de bronze de la course en ligne aux Jeux méditerranéens
- 1984
  - 2e du Tour des Abruzzes

### Palmarès professionnel
- 1985
  - 2e de la Cronostaffetta
- 1986
  - Trophée Pantalica
  - 3e étape du Tour d'Italie (contre-la-montre par équipes)
- 1987
  - 2e du Tour d'Ombrie
  - 3e du Trophée Matteotti
- 1988
  - 7e étape du Tour de Suisse
  - 3e de la Coppa Agostoni
  - 6e du Tour de Suisse
- 1989
  - 3e du Grand Prix Marostica
- 1990
  - 2e de la Coppa Agostoni
  - 3e du Grand Prix de Prato

## Résultats sur les grands tours

### Tour d'Italie
7 participations
- 1986 : 76e, vainqueur de la 3e étape (contre-la-montre par équipes)
- 1987 : abandon
- 1988 : 88e
- 1989 : non-partant (20e étape), vainqueur de la 3e étape (contre-la-montre par équipes)
- 1990 : 111e
- 1991 : 97e
- 1992 : 128e